# Aloe peckii
Aloe peckii là một loài thực vật có hoa trong họ Măng tây. Loài này được P.R.O.Bally & I.Verd. mô tả khoa học đầu tiên năm 1956.